# Acanthochelys
Acanthochelys is een geslacht van schildpadden uit de familie slangenhalsschildpadden (Chelidae).

## Naam en indeling
De wetenschappelijke naam van de groep werd voor het eerst voorgesteld door John Edward Gray in 1873. Alle soorten behoorden vroeger tot het geslacht Platemys, maar vanwege vele verschillen in onder andere genetische en uiterlijke kenmerken, zijn op een na alle soorten uit het geslacht 'verhuisd' naar Acanthochelys, tegenwoordig heeft alleen de roodkopdeukschildpad nog Platemys als geslachtsnaam.
De geslachtsnaam Acanthochelys betekent vrij vertaald 'stekelschildpad'. Er zijn verschillende fossiele soorten bekend zoals uit het Pioceen in Argentinië en het Mioceen in Bolivia.

## Verspreiding en habitat
De schildpadden komen voor in delen van Zuid-Amerika in de landen Argentinië, Bolivia, Brazilië, Uruguay en Paraguay. De habitat bestaat uit vele verschillende typen draslanden zoals moerassen, vennen, veengebieden, rivieren en meren en daarnaast komen de soorten voor in graslanden.

## Uiterlijke kenmerken
De schildpadden blijven relatief klein, Acanthochelys macrocephala is de grootste soort met een carapaxlengte van maximaal 29,5 centimeter. Alle soorten hebben een lange nek, maar niet zo'n slangachtige nek als sommige andere geslachten uit de familie slangenhalsschildpadden. Het zijn typische moerasbewoners die, in tegenstelling tot de meeste schildpadden, geen planten eten maar carnivoor zijn en jagen op kleine waterdieren.
Het rugschild heeft een licht- tot donkerbruine of zwarte kleur, vaak zijn lichtere markeringen aanwezig rond de schildrand. Het buikschild is bij veel soorten geel van kleur met soms donkere markeringen, de kop en poten zijn grijs tot bruin van kleur.

## Levenswijze
Veel soorten passen zich aan aan de veranderende waterstanden van de droge seizoenen en de regentijd en verplaatsen zich naar diepere wateren als het droger wordt. De schildpadden leven voornamelijk van andere deren zoals vissen, kikkers, insectenlarven en waterslakken.

## Beschermingsstatus
Door de internationale natuurbeschermingsorganisatie IUCN is aan alle soorten een beschermingsstatus toegewezen. Drie schildpadden worden beschouwd als 'gevoelig' (Near Threatened of NT) en de soort Acanthochelys pallidipectoris staat te boek als 'bedreigd' (Endangered of EN).

## Soorten
Het geslacht omvat de volgende soorten, met de auteur, de maximale schildlengte en het verspreidingsgebied.
| Naam                                                    | Auteur                               | Schildlengte in cm (max) | Verspreidingsgebied                                     |
| ------------------------------------------------------- | ------------------------------------ | ------------------------ | ------------------------------------------------------- |
| Grootkopdeukschildpad (Acanthochelys macrocephala)      | Rhodin, Mittermeier & McMorris, 1984 | 29,5                     | Zuid-Amerika; Argentinië, Bolivia, Brazilië en Paraguay |
| Gespoorde deukschildpad (Acanthochelys pallidipectoris) | Freiberg, 1945                       | 17,5                     | Zuid-Amerika; Argentinië, Paraguay, mogelijk in Bolivia |
| Straaldeukschildpad (Acanthochelys radiolata)           | Mikan, 1820                          | 20                       | Zuid-Amerika; Brazilië                                  |
| Stekelhalsdeukschildpad (Acanthochelys spixii)          | Duméril & Bibron, 1835               | 17                       | Zuid-Amerika; Argentinië, Brazilië en Uruguay           |